# Claude Kévers-Pascalis
Claude Kévers-Pascalis est un ingénieur, écrivain et historien français, né le 8 juillet 1920 à Anvers en Belgique et mort le 3 février 2016 au Havre.

## Carrière d'ingénieur
Diplômé de l'École centrale Paris (promotion 1946) et de l'Institut français de contrôle de gestion, il commence sa carrière comme ingénieur conseil à Paris puis rejoint ensuite Nancy où il effectuera le reste de sa carrière chez Nordon. Il démarre comme responsable des contrôles de sûreté, en particulier des chaudières de centrales nucléaires et termine sa carrière comme directeur financier.

## Distinctions
Claude Kévers-Pascalis est officier de l’Ordre national du Mérite ; Crésus reçoit la Feuille d'Or du Livre sur la place ; Saint Nicolas citoyen romain, le Prix Erckmann-Chatrian en 1995 et Saint Nicolas le prix littéraire des conseils généraux de Lorraine.

## Ouvrages
- Crésus, Buchet Chastel, 1986, 368 p. (ISBN 978-2-86480-391-1)
- L'œil du Roi, Le Cerf, 1989, 368 p. (ISBN 978-2-204-03188-2)
- Le Songe de Pharaon, Belfond, 1993, 269 p. (ISBN 978-2-7144-2954-4)
- Saint Nicolas citoyen romain, Editions Serpenoise, 1995 (ISBN 978-2-87692-194-8)
- Saint Nicolas : Légende ou histoire ?, Editions Serpenoise, 2002 (ISBN 978-2-87692-564-9)
- Nordon 1904-2004 cent ans au service de l'industrie, Groupe Fives Lille (ASIN B004VLYHQW)
- De Liège à Nancy, sur les pas du Téméraire, Gérard Louis, 2005 (ISBN 978-2-914554-53-4)
- Un traître à la Cour : Nicolas de Campo Basso, le condottiere de René II, Longwy, Paroles de Lorrains, 2010, 219 p. (ISBN 978-2-918073-09-3)

### Participation à des ouvrages collectifs
- Simone Collin, Hubert Collin et Claude Kevers-Pascalis, Saint Nicolas des Lorrains à Rome : Chronique d'une renaissance, Ars-sur-Moselle/Nancy, Serge Domini, 2006, 111 p. (ISBN 978-2-35475-011-4)